# René Hausman
Pour l’article ayant un titre homophone, voir Hausmann.
René Hausman, né le 21 février 1936 à Verviers (province de Liège) et mort le 28 avril 2016 dans la même ville, est un illustrateur et auteur de bande dessinée belge, connu pour ses représentations animalières.

## Biographie

### Jeunesse
René Hausman naît le 21 février 1936 à Verviers. Il est issu d'une famille d'un père militaire de carrière originaire des cantons rédimés, germanophone et d'une mère ardennaise. Enfant unique du couple, il passe une grande partie de son enfance en Westphalie, où son père est en garnison après la guerre, exerce la fonction de caporal-clairon. Parmi ses premiers albums de bande dessinée figurent Max et Moritz de Wilhelm Busch. René Hausman apprend le dessin en recopiant ses albums préférés dont ceux de Calvo et en prenant une heure de cours par semaine alors qu'il fait ses études secondaires dispensés par le père de Maurice Maréchal, le créateur de Prudence Petitpas. Il fait une rencontre marquante à l’âge de dix-huit ans, alors qu’il réalise des illustrations de publicités dans le journal local et des images de films scolaires fixes, en la personne de Raymond Macherot. Ce dernier lui prodigue maints conseils, lui permet de placer quatre illustrations de contes et nouvelles dans Tintin en 1954. Il faudra attendre 25 ans pour qu'il revienne dans cet hebdomadaire pour en faire la couverture. Puis Macherot, l'introduit auprès d'Yvan Delporte des éditions Dupuis qui le prend sous son aile. Pendant son service militaire, commencé en 1956, il publie dans Le Moustique quatre planches humoristiques muettes, mettant en scène des cow-boys et des Indiens, en 1957.

### DansSpirou
Puis en 1958, à 22 ans, Raymond Macherot l'aide à entrer chez Spirou. S'il anime dans ce journal une série de bande dessinée humoristique, Saki et Zunie, un charmant couple préhistorique, et qu'il publie de temps à autre des récits complets, il y est surtout célèbre pour Le Bestiaire, ses pages sur les animaux.
De 1959 à 1973, sous les titres Le Bestiaire, Nature ou sans titre, des centaines d'animaux sont ainsi étudiés. Dans le Journal de Spirou, René Hausman illustre aussi en dehors de sa rubrique : nouvelles, fiches pédagogiques, suppléments, contes. Les éditions Dupuis publient ses œuvres dans différentes collections dont :  La Forêt secrète (1964), Comédie animale (Quatre Tomes-1972-1973), Le Roman de Renart (1970), Bestiaire insolite (1972) et Les Contes de Perrault (1979) parus dans la collection « Terre entière », les contes Saki et l’ours (1966), Les Baladins (1969) et Guillot le musicien (1970) de la « Collection du Carrousel » et les deux tomes en grand format du Grand bestiaire (1983-1984), ces deux albums faisant l'objet d'une réédition en intégrale en 2014. Au début des années 1970, René Hausman ne publie plus que peu dans le Journal de Spirou. Par contre, on le retrouve dans le quotidien belge Le Soir de 1969 à 1971. Il fait une première incartade à son éditeur historique en publiant Le Guide Marabout des animaux familiers, aux éditions Marabout en 1976. La même année, il fait son entrée à Fluide glacial en y amenant la charmante Zunie et en collaborant avec Gotlib sur l'album Allez coucher sales bêtes ! dès l'année suivante.
En 1975, il est récompensé par la Pomme d'Or de Bratislava de la Biennale d'illustration de Bratislava, pour Bestiaire insolite.
En 1977, René Hausman participe au Trombone illustré.
Puis, nouvelle série d'illustrations dont quelques nouvelles dans la revue (À suivre) de 1978 à 1979, mais aussi la bande dessinée Laïyna. René Hausman devient en effet dans les années 1980 un dessinateur de bandes dessinées situées dans des univers féériques (plusieurs albums parus dans la collection « Aire libre »), et se spécialise dans l'illustration du même genre.
En 1983, René Hausman signe le Manifeste pour la culture wallonne. En 1984, toujours en compagnie de Pierre Dubois, il entame l'illustration d'une série Le Grand fabulaire du petit peuple dans Spirou jusqu'en 1986.
Il s'associe au scénariste Yann pour le one shot Les Trois Cheveux blancs, publié dans la collection « Aire libre » aux éditions Dupuis en 1993, raconte l’histoire de Vaïva la sauvageonne romanesque accompagnée d’un goupil. Ils renouvellent l'association pour Le Prince des écureuils qui est prépublié dans BoDoï et publié dans la même collection cinq ans plus tard. Ces deux ouvrages sont rassemblés dans Sortilèges et méchanteries chez le même éditeur en 2017.
En 2003, il réalise seul le roman graphique Les Chasseurs de l'aube, publié dans la collection « Aire libre » aux éditions Dupuis.
Le 7 octobre 1995, en compagnie de Jef Nys, il est fait citoyen d'honneur de la ville de Durbuy.
En 1998, il obtient, pour l'ensemble de son œuvre, le Prix « Grand Boum-Caisse d'Épargne », décerné par le Festival bd BOUM à Blois.
Il illustre différents livres pour enfants : Loup Blanc, un album pour enfant écrit par Rascal pour L’École des loisirs (en 1994) ainsi que trois recueils de contes culinaires écrits par Michel Rodrigue pour les éditions Au bord des continents : La Grande Tambouille des fées (2003), La Grande Tambouille des sorcières (2004) et La Grande Tambouille des lutins (2005).
Fin 2008, Nathalie Troquette, l'épouse de René Hausman crée la petite maison d'édition Luzabelle . Dans un premier temps, les Éditions Luzabelle republient des planches animalières parues jadis chez Dupuis (Le Grand Bestiaire 2 tomes - 1984). Une réédition du Grand Fabulaire du petit peuple de Pierre Dubois et René Hausman est parue sous la forme d'un porte-folio.
Michel Rodrigue, lui écrit le one shot Le Chat qui courait sur les toits, une sensible histoire d’un jeune prince dont le visage, tout en conservant son corps d’humain, prend les traits des animaux dont il croise le regard, dans la collection « Signé » aux éditions Le Lombard en 2010. Le même éditeur publie une monographie René Hausman - Mémoires d'un pinceau de 300 pages écrit par Nathalie Troquette,,,.
En 2014, il réalise un artbook Abécédaire féerique accompagné de textes de son épouse aux éditions Noir Dessin Production. Le 28 janvier 2015, il est élu Verviétois de l'année. Toujours en 2015, Hausman effectue sa dernière participation au journal Spirou, en dessinant la couverture du no 4010 du 18 février 2015. 
En 2016, René Hausman reprend le personnage de Chlorophylle — créé par Raymond Macherot qu'il a bien connu —, sur un scénario de Jean-Luc Cornette, ce récit autoconclusif Chlorophylle et le monstre des trois sources est publié aux éditions Le Lombard,,.

### Autres activités
Dans les années 1970, René Hausman fait aussi partie d'un groupe musical, Les Pêleteûs, utilisant des instruments traditionnels, dont le rommelpot, et chantant en wallon. C'est également un joueur de flûte et de cornemuse — dont le facteur est Jacques Laudy qui lui en fait cadeau — qui enregistre un disque en 33 tours en 1974 : Musique et chansons populaires de Wallonie. Il est par ailleurs également sculpteur.

### Influences
En termes d'influences, Hausman a pour maîtres : Edmond Calvo, Gus Bofa et Jiří Trnka, ainsi que Georges Beuville, Grandville et Benjamin Rabier, tout comme il avoue à Nicolas Anspach lors d'une interview publiée sur ActuaBD : les illustrateurs anglais Edmond Dulac, Arthur Rackham et déclare aimer aussi l’univers méconnu et, injustement oublié, de Jacques Laudy ainsi que Jijé dans la série Jerry Spring.

### Décès
Le 28 avril 2016, il meurt d'un arrêt cardiaque à son domicile de Stembert à Verviers. Il est inhumé au cimetière de Heusy. Il laisse inachevé La Mémoire des pierres, sur un scénario de Nathalie Troquette et Robert Reuchamps, sa dernière œuvre, qui se voit publiée dans la collection « Aire libre » aux éditions Dupuis l'année suivante.

### Vie privée
Père de trois enfants : Frédéric, Hugues et Valentin. Ses deux aînés sont les petits-fils de Noël Bissot. Hugues Hausman, dessinateur, scénariste de bande dessinée et réalisateur, acteur et comédien,.

## Œuvre

### Albums de bande dessinée
- Saki, Saki et Zunie, puis Zunie, paraît dans Spirou de 1958 à 1969, en 1977 et 1998. Plusieurs albums ont été édités :
  - Saki et l'ours, Dupuis, Collection du Carrousel no 2, 1965
- 1. Saki cherche un ami, Chlorophylle, Bruxelles, 1980
Scénario : Yvan Delporte - Dessin : René Hausman - Couleurs : noir et blanc,Tirage limité à 2 000 exemplaires.
- 2. Saki et Zunie, Chlorophylle, Bruxelles, 1980
Scénario : Yvan Delporte - Dessin : René Hausman - Couleurs : noir et blanc,Tirage limité à 2 000 exemplaires.
- 3. Zunie, Enfin seule !, Noir Dessin Production, Grivegnée, mai 1998
Scénario : René Hausman, Hugues Hausman - Dessin et couleurs : René Hausman -  (ISBN 2-87351-022-6)
- 4. Les 7 premières aventures[45], Noir Dessin Production, coll. « Les classiques de la B.D. belge », Grivegnée, janvier 2008
Scénario et dessin : René Hausman - Couleurs : noir et blanc -  (ISBN 2-87351-168-0)
- Int. Saki et Zunie - Intégrale[46],[47], Noir Dessin Production, Grivegnée, mars 2024
Scénario, dessin et couleurs : René Hausman -  (ISBN 978-2-87351-419-8)

#### Laïyna
Laïyna raconte l'histoire d'une jeune femme qui rencontre les nains et les elfes, dans une ambiance sombre et cruelle.
- 1. La Forteresse de pierre, Dupuis, coll. « Les étoiles Dupuis », Marcinelle, janvier 1987
Scénario : Pierre Dubois - Dessin et couleurs : René Hausman -  (ISBN 2-8001-1474-6),Réédition dans la coll. « Aire libre » (1989).  (ISBN 2-8001-1595-5)
- 2. Le Crépuscule des elfes[48], Dupuis, coll. « Aire libre », Marcinelle, mai 1988
Scénario : Pierre Dubois - Dessin et couleurs : René Hausman -  (ISBN 2-8001-1596-3)

- Allez coucher, sales bêtes[49] !, Dupuis, 1991
Scénario : Binet, Delporte, Dubois, Gotlib, Lucques, Schoon et Yann - Dessin : René Hausman,Recueil d'histoires courtes parues dans Fluide glacial entre 1977 et 1981.
- Les Trois Cheveux blancs[50],[16], Dupuis, coll. « Aire libre », Marcinelle, 1993
Scénario : Yann - Dessin et couleurs : René Hausman -  (ISBN 2-8001-1985-3)
- Le Prince des écureuils[16],[51], Dupuis, coll. « Aire libre », Marcinelle, 1998
Scénario : Yann - Dessin et couleurs : René Hausman -  (ISBN 2-8001-2600-0),Ces deux ouvrages sont réunis dans l'album Sortilèges et méchanteries (2017).  (ISBN 9782800170015)
- Les Chasseurs de l'aube[17],[18], Dupuis, coll. « Aire libre », Marcinelle, 2003
Scénario, dessin et couleurs : René Hausman -  (ISBN 2-8001-3142-X)

La Fontaine aux fables
- 2. L'Éléphant et le Singe de Jupiter, Delcourt, coll. « Jeunesse », Paris, octobre 2004
Scénario, dessin et couleurs : René Hausman -  (ISBN 2847895027),Adapté de Jean de La Fontaine.

BD Blues
- 5. Muddy Waters, Nocturne, Paris, 20 septembre 2005
Scénario, dessin et couleurs : René Hausman -  (ISBN 2-84907-184-6)

One shots
- Le Camp-volant[52], Dupuis, coll. « Aire Libre », Marcinelle, 2007
Scénario, dessin et couleurs : René Hausman -  (ISBN 978-2-8001-3940-1)
- Le Chat qui courait sur les toits[24],[25], Le Lombard, coll. « Signé », Bruxelles, 2010
Scénario : Michel Rodrigue - Dessin et couleurs : René Hausman -  (ISBN 978-2-8036-2578-9)

##### Capitaine Trèfle
Capitaine Trèfle est à l'origine un roman d'aventures et de cape et d'épées pour enfants paru en 1981, création originale de Pierre Dubois. Il est adapté en bande dessinée en 2014 avec Pierre Dubois.
- Capitaine Trèfle[53],[54], Le Lombard, coll. « Signé », Bruxelles, 26 septembre 2014
Scénario : Pierre Dubois - Dessin et couleurs : René Hausman -  (ISBN 978-2-8036-3239-8)

Chlorophylle
- Chlorophylle et le monstre des Trois Sources[32],[33],[34],[55], Le Lombard, Bruxelles, 2016
Scénario : Jean-Luc Cornette - Dessin et couleurs : René Hausman -  (ISBN 9782803637065)

La Mémoire des pierres
- La Mémoire des pierres[42],[56], Dupuis, coll. « Aire libre », Marcinelle, 20 janvier 2017
Scénario : Nathalie Troquette, Robert Reuchamps - Dessin et couleurs : René Hausman -  (ISBN 978-2-8001-6966-8),La dernière œuvre inachevée de René Hausman. Tirage limité à 3 000 exemplaires - avec jaquette.

### Livres illustrés
- La Forêt secrète, Dupuis, coll. « Terre entière », 1964.
- Les Baladins, Dupuis, Collection du Carrousel no 30, 1969.
- Guillot le musicien, Dupuis, Collection du Carrousel no 45, 1970.
- Le Roman de Renart, Dupuis, coll. « Terre entière », 1970.
- Bestiaire insolite, Dupuis, coll. « Terre entière », 1972.
- La Comédie animale, Dupuis, coll. « Terre entière » :

1. Les Resquilleurs, 1972.
2. Les Tricheurs, 1972.
3. Les Précurseurs, 1973.
4. Les Chasseurs, 1973.

- Le Guide Marabout des animaux familiers, Marabout, 1976.
- Animaux sauvages d'Europe et d'Amérique du Nord, Dupuis, coll. « Le Grand Bestiaire Dupuis » :

1. L'Arctique, Les Forêts du Nord, La montagne, 1984  (ISBN 2-8001-0843-6).
2. Les Prés et les Bois, Les Oiseaux, La Steppe, 1984  (ISBN 2-8001-1063-5).

- - Le Grand Bestiaire[8], réédition en intégrale, Dupuis, coll. « Le Grand Bestiaire », 2014  (ISBN 978-2-8001-5784-9)
- Marcellin La Garde, récits de l'Ardenne, Labor, 1990.  (ISBN 978-2804008024)
- Les Faiseurs de nuées, ERC Éditions, 1998.
- Le Manège enchanteur de René Hausman[57], Centre belge de la bande dessinée, coll. « Philabédé », Bruxelles, 16 mai 2002
Scénario et dessin : René Hausman - Couleurs : quadrichromie -  (ISBN 2-930196-24-6),contient 10 pages d'étude sur l’œuvre d'Hausman et une aventure de Saki et Zunie de 35 planches, Saki, Zunie et la nature, publiée en 1968 dans le journal de Spirou et restée inédite depuis. Avec les 3 timbres belges d'Hausman. Format A5.

### Artbooks
- Histoires d'œuf, Écho vision, Paris, 1989
Scénario : collectif - Dessin : collectif dont René Hausman - Couleurs : quadrichromie -  (ISBN 2-906005-01-0),Album tiré à 1989 exemplaires. Toilé noir sans inscription avec jaquette comportant un dessin de Franquin et de Frank Margerin.
- Abécédaire féérique[30],[58], Noir Dessin Production, Grivegnée, 16 mai 2014
Scénario : Nathalie Troquette - Dessin et couleurs : René Hausman -  (ISBN 978-2-87351-281-1)

### Illustrations
- La Vie des arbres, avec Georges Verlaine et Daniel Ferry, Dupuis, coll. « Merveilles de la Vie », 1961.
- Les Fables de La Fontaine Tome 1, avec Jean de La Fontaine (texte), Dupuis, coll. « Terre entière », 1965.
- Les Fables de La Fontaine, avec Jean de La Fontaine (texte), Dupuis, coll. « Terre entière », 1977.
- Les Contes de Perrault, avec Charles Perrault (texte), Dupuis, coll. « Terre entière », 1979,Réédition en 2011[69], autre couverture et dessin inédit.  (ISBN 978-2-8001-5105-2)
- La Chasse gourmande, avec Robert Dedouaire (texte), Dedouaire, Jalhay, 1985.
- Pol Noël, Didier Bourguignon, René Hausman (ill.) et Guy Counhaye (ill.), L'Ogre végétarien, Verviers, Éd. vertes L'Île Ouverte, 1987, ill. (OCLC 1009569468)
- Loup Blanc[21], avec Rascal (texte), Pastel-L'École des loisirs, 1994  (ISBN 2-211-01921-8).
- Mémoire de fée, avec Jacques Sacré (texte), Schortgen, coll. « Légendes de nos villages », 1996.
- Laurent Nimy, Almanach sorcier, Vitry, Synapse Graphic, coll. « Légendaire », juin 2002, 208 p. (ISBN 9782914335041 et 2-914335-04-0, présentation en ligne)
- La Grande Tambouille des fées, Michel Rodrigue (texte), Au bord des continents, 2003.
- La Grande Tambouille des sorcières, Michel Rodrigue (texte), Au bord des continents, 2004  (ISBN 2911684427).
- La Grande Tambouille des lutins, Michel Rodrigue (texte), Au bord des continents, 2005  (ISBN 9782911684432).
- L'Oiseau bleu, Maurice Maeterlinck (texte), Luc Pire, coll. « Espace Nord », 2009  (ISBN 9782507002787)
- L'Elféméride : Le Grand Légendaire des saisons, avec Pierre Dubois (texte), Hoëbeke, 2013  (ISBN 9782842304850).

### Catalogues d'exposition
- Art et innovation dans la bande dessinée européenne[70], Éditions De Buck, Bruxelles, juin 1987
Scénario et couleurs : collectif - Dessin : collectif dont René Hausman -  (ISBN 2-87153-004-1),Préface : Jan Hoet. Catalogue de l'exposition éponyme au Musée d'art contemporain de Gand (4 juillet au 6 septembre 1987).

### Le para-BD
Le para-BD de René Hausman est très important, il réalise ainsi des portfolios, coffrets, sérigraphies, posters, carrelages, ex-libris, jaquettes, autocollants, cartes postales, carte de vœux, étiquettes de vin ou de bière, timbres-poste, affiches,.

### Expositions
- René Hausman[75], Centre culturel de Welkenraedt, du 12 septembre au 13 octobre 2017 ;
- Les Chasseurs de l'aube, Espace de l’homme de Spy, Spy, du 26 au 29 mai 2022[76].
- Anima[77],[78],[79], Musée de la Mine et du Développement Durable du Bois-du-Luc, La Louvière, du 10 avril au 28 septembre 2025

## Réception

### Distinction
- 1991 :  Chevalier de l'ordre de Léopold comme auteur ayant plus de vingt ans de carrière[80].

### Prix et récompenses
- 1964 : prix Loisirs Jeunes de l'Éducation nationale pour La Forêt secrète[80] (Dupuis) ;
- 1973 :  prix du Ministre de la Culture à Bruxelles[81] ;
- 1975 :  Pomme d'Or de Bratislava[82],[11], lors de la Biennale d'illustration de Bratislava, pour le livre Le Bestiaire insolite (Dupuis) ;
- 1984 :  prix Québec-Wallonie-Bruxelles de littérature de jeunesse[83] ;
- 1986 : 
  -  prix BD Durbuy Strip[81] pour La Forteresse de pierre ;
  -  Betty Boop[80], prix du meilleur album enfant au Festival d'Hyères pour Laïyna ;
- 1987 : 
  -  prix au Festival de BD à Sierre[84] pour Laïyna ;
  -  grand prix de la Ville de Charleroi[80] pour La Forteresse de pierre ;
- 1993 :  prix d'honneur au Festival de bande dessinée de Middelkerke à Middelkerke pour Laïyna[85] ;
- 1998 : 
  -  prix Grand Boum - Caisse d'Épargne[20] ;
  -  prix Soleil d'Or[80], ex-aequo avec Alberto Varanda au Festival de Solliès-Ville ;
- 2003 :  grand prix du festival de Lys-lez-Lannoy[86] pour l'ensemble de son œuvre.

### Postérité
De nombreux auteurs de Spirou le caricaturent : Jean-Claude Fournier dans Bizu et le piège mélomane (1968), François Walthéry dans Natacha et les culottes de fer et surtout par Frank Pé dans Les Sculpteurs de lumière, une histoire de Broussaille qui lui donne les traits du personnage de l'Oncle René. Alexis, lui rend hommage également avec un dessin publié au second plat de l'album Le Trombone illustré publié aux éditions Dupuis en 1980, où il est caricaturé en compagnie du géant Franquin, tenant par la main un jeune Gotlib sous l'œil bienveillant de Yvan Delporte. Tandis que Marc Hardy en brosse le portrait.
Au 3e trimestre 2002, La Poste belge émet une série de 3 timbres dessinés par René Hausman, relatifs à son œuvre dans le cadre de son émission annuelle « Philatélie de la Jeunesse ».
Le 22 septembre 2012, l'École fondamentale autonome de la Communauté française de Heusy change de nom : désormais, l'école se nomme l'École fondamentale René Hausman.
Un dessin à quatre mains sur papier en hommage à René Hausman est réalisé par deux artistes : Yannick Thiel et Gaspard Talmasse, membres du collectif d'artistes place Ô Zarts qu'il parrainait. Elle est installée définitivement à l'Espace Duesberg au centre culturel de Verviers le 5 septembre 2016.
Les autorités communales de Verviers inaugurent le 29 novembre 2017 un square René Hausman et la fresque Les 4 saisons située Porte d’Heusy, composée de quatre panneaux.

Selon Henri Filippini : 

« Entre illustration et bande dessinée, René Hausman, amoureux des bois et de ses populations, animalières ou imaginaires, laisse une œuvre originale, riche, hors des sentiers battus, qui ne laisse jamais le lecteur indifférent. »

#### Livres
: document utilisé comme source pour la rédaction de cet article.
- Jean Van Hamme, Introduction à la bande dessinée belge, Bruxelles, Bibliothèque royale de Belgique, 1968, 80 p., ill. ; 26 cm (lire en ligne), p. 25[catalogue] publié à l'occasion de l'exposition La bande dessinée en Belgique, Bibliothèque Albert Ier, [Bruxelles], du 29 juin au 25 août 1968.
- Jacques Fiérain, « Hausman, René », dans La BD dans les provinces de Liège, Namur et Luxembourg, Charleroi, Éd. l'Âge d'or, 2004, 112 p., ill. ; 31 cm (ISBN 9782960019698, OCLC 470388297, présentation en ligne), p. 50.
- Henri Filippini, « Hausman, René », dans Dictionnaire de la bande dessinée, Paris, Bordas, 2005, 912 p., ill. ; 27 cm (ISBN 9782047299708 et 2047299705, OCLC 1009545288, présentation en ligne), p. 782-783. .
- Patrick Gaumer, « Hausman René », dans Dictionnaire mondial de la BD, Paris, Larousse, 2010, 953 p., ill. ; 27 cm (ISBN 978-2-0358-4331-9 et 2-0358-4331-6, OCLC 920924930, présentation en ligne), p. 406-407. .
- Nathalie Troquette, René Hausman, mémoires d'un pinceau, Bruxelles/Paris, Le Lombard, coll. « Monographie », 2012, 264 p., ill. (ISBN 978-2-8036-3122-3, présentation en ligne)
- François Ayrolles, « René Hausman, illustrateur animalier officiel du journal », dans Moments clés du journal de Spirou 1937-1985, Marcinelle, Dupuis, coll. « Patrimoine », 2 mars 2018, 312 p., ill. ; 20,8 cm (ISBN 9782800171142 et 2800171146, OCLC 1034784873, présentation en ligne), p. 187-188.
- José-Louis Bocquet (préface), Catalogue 1988 > 2018, Marcinelle, Dupuis, coll. « Aire libre », 3 octobre 2018, 191 p., ill. ; 25,8 cm; PDF (lire en ligne), p. 93-95, 185. .

#### Périodiques
- René Hausman (interviewé par Thierry Tinlot), « René Hausman : un dessinateur de légendes », Spirou, Dupuis, no 2593,‎ 22 décembre 1987, p. 2-3 (ISSN 0771-8071, lire en ligne, consulté le 21 avril 2023)
- Louis Cance, « Invité René Hausman », Hop !, Aurillac, AEMEGBD, no 43,‎ 1988 (ISSN 0768-9357)
- René Hausman (interviewé par Gérard Maquet), « Portrait d'illustrateur : René Hausman, illustateur », Lectures, Centre de lecture publique de la Communauté française, no 60,‎ mars - avril 1991, p. 15-16 (lire en ligne, consulté le 22 juin 2025).
- René Hausman (interviewé par Nicolas Anspach et Marc Carlot), « René Hausman », Auracan, Graphic Strip, no 18,‎ août-septembre 1997, p. 4-7 (ISSN 0771-8071)
- René Hausman (interviewé par François Le Bescond), « Gros plan sur Le Prince des écureuils aux éditions Dupuis (Aire libre) : Le bestiaire de René Hausman », La Lettre - L'officiel de la bande dessinée, Dargaud, no 44,‎ novembre-décembre 1998, p. 22-23
- Gilles Ratier, Stéphan Lefebvre, Bruno Ghys, « Bibliographie Hausman », Sapristi !, no 45,‎ été 2000, p. 23-35
- René Hausman (interviewé par Sophie Flamand), « Hausman, la gnome and troll attitude », BoDoï, LZ Publications, no 3,‎ juin 2007, p. 2
- Jean-Pierre Fuéri, « La Galerie des illustres », Spirou, Dupuis, no 3660,‎ 4 juin 2008
- René Hausman (interviewé par Patrick Gaumer), « Voix de la bande : Entretien avec René Hausman », Le Collectionneur de bandes dessinées, Éditions de l'Amateur, no 112,‎ 2008 (ISSN 0151-4407)
- Marie Moinard, « Le Chat qui courait sur les toits : Catman », dBD, no 42,‎ avril 2010, p. 78.
- Kamil Plejwaltzsky, « René Hausman, dessinateur du monde invisible », Zoo, no 36,‎ juillet-août 2010, p. 59
- Hugues Dayez, « Les aventures d'un journal : La préhistoire selon René Hausman (Saki) », Spirou, Dupuis, no 3774,‎ 4 août 2010, p. 29 (ISSN 0771-8071)
- Hugues Dayez, « Les aventures d'un journal : Caricature René Hausman et l'oiseau Tchac-Tchac », Spirou, Dupuis, no 3814,‎ 18 mai 2011, p. 31 (ISSN 0771-8071)
- Louis Cance, « Remember René Hausman », Hop !, AEMEGBD, no 150,‎ juin 2016, p. 63 (ISSN 0768-9357).

#### Articles
- René Hausman (interviewé par Richard Ely), « Rencontre avec René Hausman », Peuple féerique,‎ 3 mars 2009 (lire en ligne, consulté le 21 avril 2023)
- René Hausman et Anne Quiévreux (interviewés par Marc Bauduin), « Interview René Hausman et Anne Quiévreux », Le Canard Folk,‎ 12 mars 2013 (lire en ligne, consulté le 21 avril 2023)
- « Mort de René Hausman, dessinateur animalier et du « peuple de la forêt » », Le Monde,‎ 28 avril 2016 (lire en ligne, consulté le 19 avril 2023)
- Frédéric Potet, « René Hausman, auteur de BD », Le Monde,‎ 4 mai 2016.

### Émissions de télévision
- Verviers : René Hausman et "La Mémoire des pierres" sur VEDIA, présentation : Urbain Ortmans (4 min 42 s), 18 janvier 2017.

### Vidéographie
- [vidéo] « René Hausman interview "Liège, terre de BD", festival international de la BD de Liège, 23e édition (2016) », sur YouTube